# Stazione di Montecastrilli
La stazione di Montecastrilli è una fermata ferroviaria della Ferrovia Centrale Umbra. Serve il comune di Montecastrilli. 
La fermata si trova a valle del paese, da cui dista circa 2 km.
La gestione degli impianti è affidata a Rete Ferroviaria Italiana (RFI).

## Strutture e impianti
Il fabbricato viaggiatori presenta due livelli: il piano terra è accessibile ai viaggiatori, mentre il primo piano è un'abitazione privata. I privati che abitano il fabbricato viaggiatori hanno cercato di migliorare l'estetica della stazione installando piante e panchine.
La struttura è molto semplice: è di forma rettangolare e di color arancione. Al 2011, l'intonaco della parete nord ha subito importanti infiltrazioni d'acqua che hanno comportato l'ammuffimento della parete ed il fabbricato risulta crepato (le crepe sono monitorate).
Non sono presenti altri fabbricati.
Il piazzale è composto dal solo binario di linea.

## Movimento
Il servizio viaggiatori è svolto da Trenitalia. Le destinazioni dei treni che effettuano servizio in questa stazione sono Terni, L'Aquila  e Perugia Sant'Anna.
Dal 25 dicembre 2017 la fermata è stata chiusa.

## Servizi
- Sala d'attesa